# 우리반 짱돌이
《우리반 짱돌이》는 일본의 애니메이션. 1997년부터 1998년까지 도쿄 TV에서 방영되었다. 원제는 학급왕 야마자키(学級王ヤマザキ).

## 등장인물
- 야마자키(짱돌이): 성우 - 쿠마이 모토코/이선주

이 작품의 주인공으로, 보라색 머리를 하고 있다.
- 할아버지(대왕마마): 성우 - 소노베 케이이치/양희문
- 할머니(여왕마마): 성우 - 나카무라 다이키/이인성
- 히메노 키사키(나혜미): 성우 - 유카나/은영선
- 왕꿀보: 성우 - 최석필